# Zanica
Zanica est une commune italienne de la province de Bergame, dans la région Lombardie.

## Administration
| Période                                  | Période  | Identité                | Étiquette    | Qualité |
| ---------------------------------------- | -------- | ----------------------- | ------------ | ------- |
| 25 mai 2014                              | en cours | Luigi Alberto Locatelli | Lista Civica |         |
| Les données manquantes sont à compléter. |          |                         |              |         |

### Communes limitrophes
Azzano San Paolo, Cavernago, Comun Nuovo, Grassobbio, Orio al Serio, Stezzano, Urgnano

## Galerie photographique

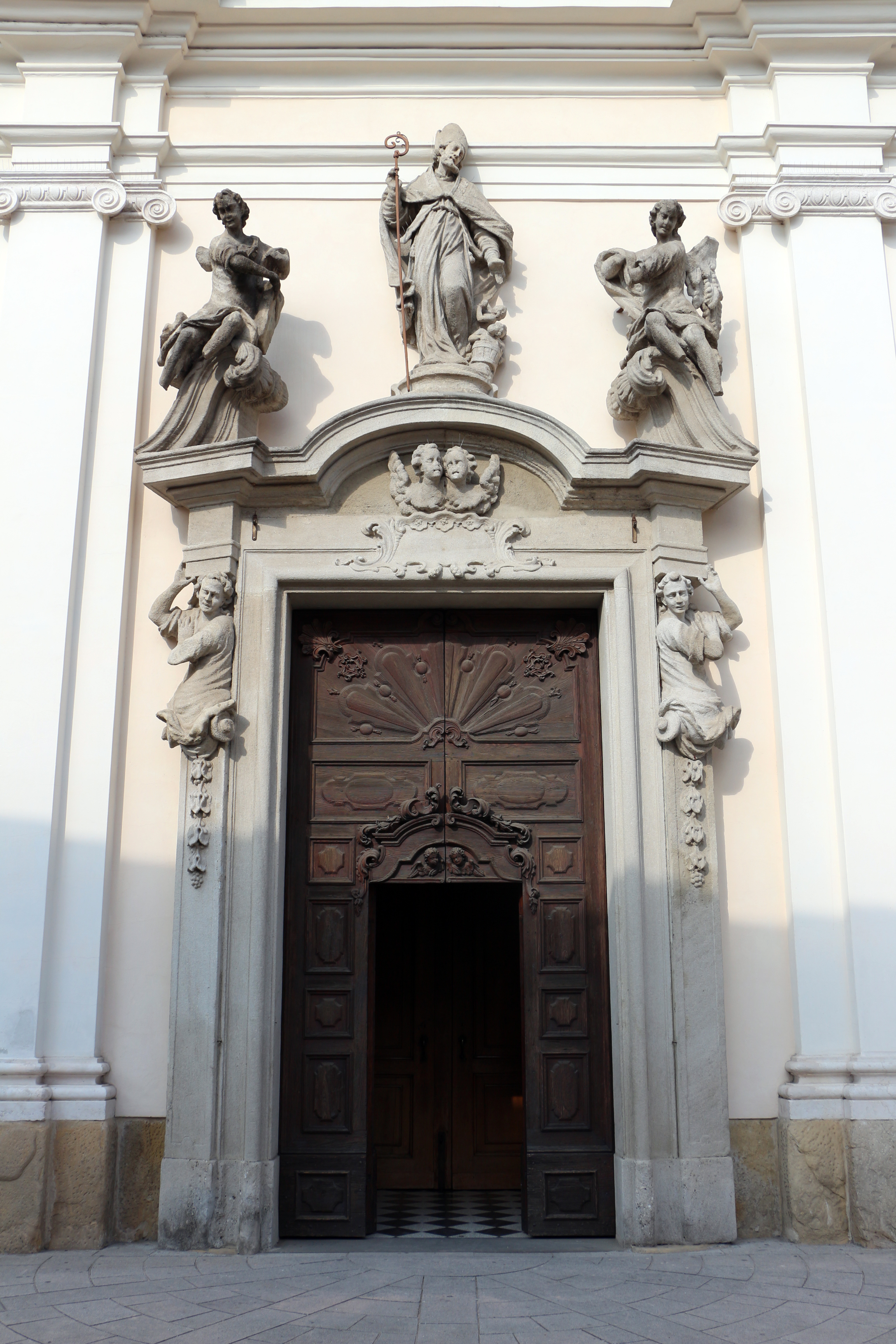
Portail de l'église Saint-Nicolas (San Niccolò).